# 苯基异腈
苯基异腈（或称为异腈化苯、异腈苯）是一种含氮有机化合物，结构简式C6H5N+≡C-，与其同分异构体苯甲腈的区别在于N原子直接与苯基相连。